# Jette Solmar
Jette Solmar, eigentlich Henriette Marie Solmar (* 4. Januar 1794 in Berlin; † 26. November 1889 ebenda) war eine deutsche Sängerin und Salonnière.
Jette war die Tochter des jüdischen Hof-Agenten Salomon Nathan und dessen Ehefrau Fanny (Vögelchen) geb. Liepmann. Sie sang ab 1812 in Carl Friedrich Zelters Sing-Akademie, der sie von 1807 bis 1828 angehörte, Sopran-Solopartien. Sie konvertierte 1817 nach dem Tod ihres Vaters (wie schon 1811 ihr Bruder) zum christlichen Glauben und wurde Mitglied der evangelischen Kirche und nahm den Familiennamen Solmar an.
Ab 1828 war Jette Solmar über drei Jahrzehnte lang Gastgeberin eines bedeutenden Salons in Berlin, den zahlreiche Gelehrte und Künstler frequentierten. Seit September 1839 fand der Salon an mehreren Abenden der Woche in der Beletage der Königlichen Hauptbank (späteren Preußischen Bank) in der Jägerstraße No. 34 statt. Die Wohnung hatte ihr der Bankdirektor Gustav Ferdinand von Lamprecht vermietet, der ebenfalls in diesem Haus wohnte und mit Johanna geb. Robert-Tornow, einer Nichte Rahel Varnhagens verheiratet war.
Jette Solmar starb 1889 hochbetagt in ihrer Wohnung in der Regentenstraße 11 (heute Hitzigstraße/Shell-Haus) in der Friedrichsvorstadt. Sie war zeit ihres Lebens ledig.